# Бјелановић
Бјелановић је српскохрватско презиме, патроним настало од имена Бјелан. Може се односити на следеће особе:
- Саша Бјелановић (1979), пензионисани фудбалер
- Сава Бјелановић (1850–1897), далматински српски политичар
- Дарко Бјелановић (1991), фудбалер